# What Would Brian Boitano Do?
What Would Brian Boitano Do? (рус. Что бы сделал Брайан Бойтано?) — песня из фильма «Южный парк: больше, длиннее и без купюр»; также была выпущена на альбоме South Park: Bigger, Longer & Uncut. В песне фигурист Брайан Бойтано предстаёт в виде супергероя, находящего выход из различных гиперболизированных передряг. Заглавная фраза пародирует популярное христианское изречение «А что бы сделал Иисус?» (англ. What Would Jesus Do?); впервые она прозвучала в короткометражном фильме «Дух Рождества», положившем начало всему сериалу «South Park»; в финале мультфильма, после встречи с Иисусом Христом и Санта-Клаусом, герои говорят: «Представьте себе! Мы видели самого Брайана Бойтано!».
В песне Брайан Бойтано борется с гризли в Альпах, путешествует во времени, спасает египетские пирамиды от Хубилая, поскольку, как говорится в конце, он «не потерпит дерьма ни от кого» (англ. doesn't take shit from anybody). Также на протяжении песни появляется Брайан Деннехи. Видеоряд к песне является пародией на диснеевский мюзикл «Продавцы новостей».
Быстрая панк-роковая версия этой песни была записана группой создателей «Южного парка», Трея Паркера и Мэтта Стоуна, — DVDA. Она носит название «What Would Brian Boitano Do? Pt. II». По словам создателей фильма, они решили сделать кавер-версию, поскольку посчитали, что «What Would Brian Boitano Do?» — лучшая песня в мультфильме. На неё по настоянию Comedy Central был снят видеоклип, однако группа, «исполняющая» песню в нём, — не DVDA. Эта песня также известна в концертной версии с бутлега DVDA, получившего широкое хождение в Интернете, и в кавер-версии группы Lolita No.18.

## Факты
- В польском переводе фильма Брайан Бойтано был заменён на Збигнева Бонека, известного польского футболиста. Переводчики не подумали о том, что в видеоряде герой песни отчётливо показан фигуристом.
- В 2003 году Брайан Бойтано дал интервью, озаглавленное «What would figure skating legend Brian Boitano do?». В нём Брайану задавались различные вопросы, основанные на исходной песне. Помимо прочего, в ответ на вопрос: «Что, если Паркер и Стоун — суперзлодеи с другой планеты? Что вы предпримете?» Бойтано ответил «Попрошу их забрать меня на свою планету»[3].
- В 2006 году Брайан Бойтано дал интервью для San Francisco Chronicle, в котором сказал о песне: «Это стало частью моей жизни. Дети, которые не знают, кто я и что я делал на Олимпийских играх, встречают меня и думают, что я крутой, потому что я в „Южном парке“»[4]. В заключении автор интервью сказал, что ответ на вопрос из песни очень прост: «Он всегда найдёт повод посмеяться».
- В телешоу Your World with Neil Cavuto 16 марта 2007 года был сделан юмористический сегмент с названием, соответствующим песне, в котором Брайану Бойтано задавались различные вопросы.